# Белаја Струга
Белаја Струга (рус. Белая Струга) слатководно је ледничко језеро у западном делу Псковске области, на западу европског дела Руске Федерације. Налази се у централном делу Палкинског рејона, на подручју простране Псковске низије. Преко своје једине отоке, реке Струглице, језеро је повезано са сливом реке Великаје, односно са басеном реке нарве и Финског залива Балтичким морем.
Акваторија језера обухвата површину од 6 км², а на језеру се налазе и једно малено острво површине 0,04 км². Максимална дубина језера је 7 метара, просечна око 3,2 метара.